# Dicromantispa synapsis
Dicromantispa synapsis is een insect uit de familie van de Mantispidae, die tot de orde netvleugeligen (Neuroptera) behoort. 
Dicromantispa synapsis is voor het eerst wetenschappelijk beschreven door Hoffman in Penny in 2002.